# Gryet
Gryet (fra oldnorsk Griut - "stengruppe") er en lille skov på Bornholm med en samling bautasten. Den ligger på Bjergegårdsvejen nord for Rønnevej i Bodilsker, 4 km vest for Nexø. Den ligger tæt ved Louisenlund i Østermarie og er den største samling bautasten i Danmark.

## Historie
De 67 bautasten i denne skov er, hvad der er tilbage af de oprindelige 100.  Stedet har været i brug  i tidsrummet mellem år 350 og år 900, - fra jernalderen til vikingetiden.
Bautastenene her er mindre end de op til fem meter høje sten, der findes andre steder i Skandinavien. Det vides ikke, om skoven blev anvendt som kirkegård, eller om den er opstået senere.
Stenenes placering tyder på en familie- og/eller bygrav. De forskellige konfigurationer af gravmarkene omkring Gryet viser, at gravene blev brugt i flere generationer. Ved nylagte grave respekterede man tilsyneladende de gamle grave, som beholdt deres gravmærker.
arkæologiske undersøgelser i 2011 afslørede endnu en gravmark, som var alvorligt beskadiget af moderne landbrugsmetoder. I en grav lå resterne af en person med en knoglekam som gravgave. Begravelsen dateres til ca. 375 til 550 e.Kr. En anden grav dateres til fra 750 til 900 e.Kr. Denne begravelsesform fortsatte i mange århundreder.
Sydvest for Gryet findes en række kampesten og en del gravhøje.
I skoven blev der fundet spor af bebyggelser fra vikingetiden, og der blev opdaget to veje gennem skoven. En bautamark ??? ligger ved Øle Å, den længste og vandrigeste på Bornholm.
Uden en redningsaktion i 1870 ville mange af bautastenene i Gryet være ødelagt: Emil Vedel, amtmanden på Bornholm, var interesseret i arkæologi og har forsket i Bornholms historie, reddede dem. Han så, at bautasten blev ødelagt og brugt til vejbygning. Han garanterede personligt grundejerne kompensation. I 1875 blev Gryet og de resterende bautasten fredet.
Bautasten tjente til at markere gravsteder, normalt efter ligbrænding. De var også mindesmærker for de døde (gravtegn eller Kenotaf).
I nærheden ligger tre vandreblokke: Døvrestenen, Svenskestenen og Troldestenen.